# Leila Schayegh
Leila Schayegh (* 1975 in Winterthur) ist eine Schweizer Violinistin und Pädagogin im Bereich historische Aufführungspraxis.

## Leben und Wirken
Leila Schayegh ist Tochter eines iranischen Vaters und einer schweizerischen Mutter. Sie studierte zuerst moderne Violine an der Musikhochschule Basel bei Raphaël Oleg, wo sie 1999 das Solistendiplom mit «Summa cum Laude» erlangte. Als Preisträgerin mehrerer Wettbewerbe trat sie 2000 in die Philharmonia Zürich, dem Orchester der Zürcher Oper, ein. Zwei Jahre später begann sie ihre Spezialisierung im Hinblick auf Barockvioline und historische Aufführungspraxis in der Klasse von Chiara Banchini an der Schola Cantorum Basiliensis. Mehrere Auszeichnungen, wie den «Premio Bonporti» für Barockvioline, erhielt sie noch vor dem Ende dieser Ausbildung. 
Nach dem Erhalt ihres Diploms trat sie als Solistin und Mitglied verschiedener Alte Musik-Formationen in Erscheinung, so «La Risonanza», «Ensemble 415», «La Cetra Basel», «Concerto Köln», «Ensemble Muscadin», dem von ihr 2009 gegründeten Ensemble «La Centifolia», mit denen sie mehrere Tonträger einspielte, dem Ensemble «Gli Angeli Genève» unter Stephan MacLeod, mit dem sie als Konzertmeisterin fast alle Kantaten Johann Sebastian Bachs aufführte.
Von 2006 bis 2010 leitete Leila Schayegh die Klasse für Barockvioline an der Hochschule für Musik Karlsruhe. Im September 2010 übernahm sie gemeinsam mit Amandine Beyer den Lehrstuhl für Barockvioline an der Schola Cantorum. Schwerpunkte ihrer musikhistorischen Forschungen sind derzeit die Verzierungsstile und Techniken, besonders aus der Zeit des empfindsamen Stils, sowie eine Forschungsarbeit der Universität Bern über die historischen französischen Bogenstrichquellen.

## Diskografie (Auswahl)
- Giovanni Mossi: Sonate Opera Prima a Violino e Violone, o Cimbalo, mit Jörg Halubek (Cembalo) und Ilze Grudule (Violoncello). Label Pan Classics, 2008.
- Salomone Rossi: «The Song of Salomon» and instrumental music, mit dem Ensemble Muscadin. Pan Classics, 2009.
- Franz Benda: Violin Sonatas, mit Václav Luks (Cembalo und Fortepiano). Glossa, 2011. (Auszeichnung: Diapason d’or 2012)
- Jean-Marie Leclair & his Rivals, Virtuose französische Sonaten am Hof von Louis XV, mit Jörg Halubek (Cembalo). Pan Classics, 2012.
- Carl Philipp Emanuel Bach: Works for Keyboard and Violin, mit Jörg Halubek (Cembalo). Pan Classics, 2014.
- Antonio Caldara: Triosonaten aus op. 1 & 2, mit Amandine Beyer. Glossa, 2015.
- Johann Sebastian Bach: Sei Suonate à Cembalo certato è Violino Solo, BWV 1014–1019, mit Jörg Halubek (Cembalo). Glossa, 2016 (Diapason d’or 2016).
- Carlo Farina: Sonate e Canzoni. Pan Classics, 2017.[1]
- Josef Mysliveček: Violinkonzerte in D-Dur, E-Dur und A-Dur, mit dem Collegium 1704 unter Václav Luks. Accent, 2017.
- Johannes Brahms: Sonaten für Violine & Klavier Nr. 1–3, mit Jan Schultsz (Klavier). Glossa, 2017.
- Jean Marie Leclair: Violinkonzerte op. 7 Nr. 2 & Nr. 6; op. 10 Nr. 2 & Nr. 6, mit dem La Cetra Barockorchester Basel. Glossa, 2018-
- Antonio Vivaldi: The Four Seasons, mit dem Ensemble Musica Fiorita, Leitung und Cembalo Daniela Dolci. Glossa, 2019.
- Jean-Marie Leclair: Violinkonzerte op. 7 Nr. 1 & Nr. 3; op. 10, Nr. 1 & Nr. 3, mit dem La Cetra Barockorchester Basel. Glossa, 2019 (Auszeichnung: Diapason d’or 2020).
- Johann Sebastian Bach, Sonaten und Partiten BWV 1001–1006, 2 CD. Glossa 2019. (Diapason d’or 2021).
- Jean-Marie Leclair: Violinkonzerte op. 7 Nr. 4 & Nr. 5; op. 10, Nr. 4 & Nr. 5, mit dem La Cetra Barockorchester Basel. Glossa, 2022
- Cicaconna!, mit dem Ensemble La Centifolia. Glossa, 2023.